# Dangers on a Train
Dangers on a Train', titulado Peligros en un Tren en Hispanoamérica y Engaños en un Tren en España, es el último episodio de la vigésimo cuarta temporada de Los Simpson. Se emitió originalmente el 19 de mayo de 2013 por la cadena Fox.

## Sinopsis
Después de haber confundido el sitio web Dolly Madison de cupcakes con el sitio Ashley Madison para solteras, Marge conoce a Ben, se conectan frecuentemente y hasta llegan a salir. Mientras tanto, Homer trata de encontrar el tren en donde habían salido él y Marge por primera vez.